# Guyanas præsidenter
Guyana blev en republik i 1970. Guyanas præsidenter har været:
| Nr | Billede             | Navn                                    | Fra               | Til               | Parti                       |
|    | Præsident af Guyana | Præsident af Guyana                     |                   |                   |                             |
| -- | ------------------- | --------------------------------------- | ----------------- | ----------------- | --------------------------- |
| -  |                     | Sir Edward Luckhoo (agerende præsident) | 23. februar 1970  | 17. marts 1970    | Ingen                       |
| 1  |                     | Arthur Chung                            | 17. marts 1970    | 6. oktober 1980   | Løsgænger                   |
| 2  |                     | Forbes Burnham                          | 6. oktober 1980   | 6. august 1985    | Den Nationale Folkekongress |
| 3  |                     | Desmond Hoyte                           | 6. august 1985    | 9. oktober 1992   | Den Nationale Folkekongress |
| 4  |                     | Cheddi Jagan                            | 9. oktober 1992   | 6. marts 1997     | Det Progressive Folkeparti  |
| 5  |                     | Sam Hinds                               | 6. marts 1997     | 19. december 1997 | Det Progressive Folkeparti  |
| 6  |                     | Janet Jagan                             | 19. december 1997 | 11. august 1999   | Det Progressive Folkeparti  |
| 7  |                     | Bharrat Jagdeo                          | 11. august 1999   | 3. december 2011  | Det Progressive Folkeparti  |
| 8  |                     | Donald Ramotar                          | 3. december 2011  | 16. maj 2015      | Det Progressive Folkeparti  |
| 9  |                     | David Granger                           | 16. maj 2015      | 2. august 2020    | Den Nationale Folkekongress |
| 10 |                     | Irfaan Ali                              | 2. august 2020    | Nuværende         | Det Progressive Folkeparti  |

Guyanas første præsident, Arthur Chung, var den første etnisk kineser til at være statsoverhoved i et ikke-asiatisk land.
Guyanas nuværende præsident, Irfaan Ali, er den første muslimske statsoverhoved i et land i Sydamerika nogensinde.